# Dacus trigonus
Dacus trigonus är en tvåvingeart som beskrevs av Mario Bezzi 1919. Dacus trigonus ingår i släktet Dacus och familjen borrflugor. Inga underarter finns listade i Catalogue of Life.